# Robert Pranagal
Robert Pranagal (ur. 1969 w Świdniku) – polski artysta fotograf, uhonorowany tytułami Artiste FIAP (AFIAP), Excellence FIAP (EFIAP), Excellence FIAP Bronze (EFIAP/b), Excellence FIAP Silver (EFIAP/s), Excellence FIAP Gold (EFIAP/g). Członek rzeczywisty i Artysta Fotoklubu Rzeczypospolitej Polskiej (AFRP). Członek rzeczywisty Związku Polskich Artystów Fotografików. Członek Rady Artystycznej Okręgu Lubelskiego ZPAF. Artysta Master Indian Visual Arts Foundation (MIVAF).

## Życiorys i działalność
Robert Pranagal ukończył I Liceum Ogólnokształcące im. Władysława Broniewskiego w Świdniku. Związany z lubelskimi instytucjami kultury oraz lubelskim środowiskiem fotograficznym, w którym angażuje się w działalność twórczą, animacyjną oraz edukacyjną. Główne nurty jego twórczości to fotografia portretowa, fotografia koncertowa, fotografia eksperymentalna oraz techniki szlachetne – przede wszystkim technika oleju oraz gumy dwuchromianowej.
Od 2014 bierze udział w Międzynarodowych Salonach Fotograficznych pod patronatem Fédération Internationale de l'Art Photographique (FIAP), Photographic Society of America (PSA), International Association of Art Photographers (IAAP), Global Photographic Union (GPU) i wielu innych lokalnych organizacji fotograficznych. Jego prace uzyskały akceptacje w ponad 30 krajach na całym świecie, zdobywając kilkadziesiąt nagród w postaci złotych, srebrnych i brązowych medali, a także wyróżnień i dyplomów. Od 2013 roku współpracuje z Magazynem Lubelskim LAJF. Na okładkę Magazynu trafiły między innymi fotografie Budki Suflera, Juliusza Machulskiego, Grażyny Lutosławskiej, Piotra Franaszka.
W 2018 zrealizował autorskie przedsięwzięcie pt. „Memu Miastu – Lublinowi w setną rocznicę odzyskania niepodległości” w ramach stypendium Prezydenta Miasta Lublin na realizację projektu z zakresu twórczości artystycznej. 
W latach 2009–2015 był członkiem Lubelskiego Towarzystwa Fotograficznego, gdzie pełnił funkcje (m.in.) przewodniczącego Rady Artystycznej i przewodniczącego Sądu Koleżeńskiego. Zajmował się również aktywizacją Towarzystwa i organizacją wydarzeń, jak np. miniplenery, akcje charytatywne oraz całoroczny projekt fotograficzny 52 MGNIENIA, ukazujący codzienne życie Lublina i Lublinian, objęty patronatem Prezydenta Miasta Lublin. 
Zasiadał również w jury takich konkursów, jak „Just One Photo Intertnational Salon of Photography 2018”, „1st Wojnicz Photo Print 2018”, „Lubelskie tak widzę!” (Magazyn Lubelski LAJF), „Tradycja w obiektywie” (Mikołajki Folkowe), „Wiki lubi zabytki”, „Discover Europe” (Region) oraz „Teatr w Obiektywie” (Spotkania Artystów Nieprzetartego Szlaku), „Obrazy Mojego Miasta" (Ukraina w Centrum Lublina).

## Odznaczenia
- Medal „Za Zasługi dla Fotografii Polskiej” w 100. rocznicę odzyskania przez Polskę niepodległości (1918–2018)[44];
- Medal 700-lecia Miasta Lublin[45]
- Medal 75-lecia Lubelskiego Towarzystwa Fotograficznego[46];

## Nagrody i wyróżnienia
- Złote i srebrne medale oraz wyróżnienia Fédération Internationale de l'Art Photographique (FIAP)
- Złoty medal i wyróżnienia Photographic Society of America (PSA)
- Złote medale Master of Light
- Złoty i srebrny medal ART FOTO (Serbia)
- Złoty medal i wyróżnienie Greek Artistic Photography (Grecja)
- Złoty medal Federation of Indian Photography (Indie)
- Złoty medal Serbian Photographers Association (Serbia)
- Złoty medal Federazione Italiana Associazioni Fotografiche i nagroda specjalna w kategorii kreatywnej (Włochy)
- Złota plakieta Foto Odlot (Polska)
- Srebrny medal Stowarzyszenia Twórców Fotoklub Rzeczypospolitej Polskiej
- Srebrny medal Hellenic Photographic Society (Grecja)
- Brązowy medal i wyróżnienia Associatia Artistiloro Fotografi Romania (Rumunia)
- Brązowy medal Photography and Art Research Institute (Chiny)
- Wyróżnienie i specjalna nagroda jury EXCEED (Indie)
- Wyróżnienia i dyplomy ARTFOTO (Bośnia i Hercegowina)
- Wyróżnienie OneShotPhotoCon Federation (Węgry)
- Wyróżnienie Sydney International Exhibition of Photography (Australia)
- Nagroda Specjalna Sille (Turcja)
- oraz szereg innych wyróżnień, dyplomów oraz nagród przyznawanych przez organizatorów salonów[47][48][49][50][51][52][53][54][55][56][57][58][59][60][61][62][63][64].

Nagroda „Angelus Lubelski” za 2020 r. w kategorii "Angelus artystyczny"
Rekomendowany do Nagrody Artystycznej Miasta Lublin za 2019 r.
Nominowany przez Kapitułę Redakcyjną Kuriera Lubelskiego do tytułu Osobowość Roku 2019 w kategorii „Działalność społeczna i charytatywna”
Nominowany do Nagrody Artystycznej Miasta Lublin za 2017 r.
Nominowany do nagrody Człowiek Roku 2017 Kuriera Lubelskiego w kategorii Kultura.

## Wystawy indywidualne i zbiorowe
- „Człowiek Słowo Idea” – Lubelskie Centrum Konferencyjne (2025)[70]
- „Przepowiednie” – Centrum Kultury w Lublinie (2022)[71]
- „Podświaty” (2021)[72]
- „Memu Miastu – część 3” (2020)[73]
- „Memu Miastu – część 2” (2019)[74]
- „Memu Miastu” (2018)[45]
- „Powrót" (2016)[24][75]
- „Avia" (2015)[76]
- „Inny świat" (2014)[77]
- „Jazz – sprawa osobista" (2014)[78]
- „Powiedz mi..." (2014)[79]
- „Czynnik ludzki" (2010)[80]

Uczestniczył również w kilkudziesięciu wystawach zbiorowych, w tym również wystawach i prezentacjach towarzyszących salonom fotografii w Afryce Południowej, Argentynie, Austrii, Australii, Belgii, Bułgarii, Bośni i Hercegowinie, Chinach, Czarnogórze, Grecji, Hiszpanii, Indiach, Irlandii, Izraelu, Macedonii, Polsce, Rosji, Rumunii, Serbii, Słowacji, Szkocji, Szwecji, Turcji, USA, Walii, Zjednoczonych Emiratach Arabskich, a także we Włoszech oraz na Cyprze, Ukrainie i Węgrzech.

## Publikacje książkowe
- Abum „Memu Miastu - To My Hometown” (teksty: Lucjan Demidowski, Grażyna Lutosławska, Jolanta Męderowicz, Joanna Zętar), Lublin 2019, Projekt zrealizowany w ramach Stypendium Prezydenta Miasta Lublin[81]